# Párizs 11. kerülete
Párizs 11. kerülete (XIe arrondissement) Franciaország fővárosának 20 kerületének egyike. A beszélt francia nyelven ezt onzième-nek (tizenegyedik-nek) vagy Popincourt-nak nevezik.
A kerület a Szajna jobb partján fekszik. Az egyik legsűrűbben lakott városrész az európai városok közül.
A tizenegyedik kerület változatos és magával ragadó terület. Nyugaton fekszik a Place de la République, amelyet a keleti Place de la Bastille térrel a nagy piacokkal és gyermekparkokkal rendelkező, fákkal szegélyezett, lendületes Boulevard Richard-Lenoir köti össze. A Place de la Bastille és a rue du Faubourg Saint-Antoine tele van divatos kávézókkal, éttermekkel és éjszakai élettel, valamint számos butik és galéria is található itt. Az északra fekvő Oberkampf negyed az éjszakai élet másik népszerű területe. A keleti rész inkább lakóövezet, több nagykereskedéssel, míg a Boulevard Voltaire és az Avenue Parmentier körüli területek a helyi közösség élénkebb kereszteződései. Az utóbbi években ez a kerület Párizs egyik legtrendibb régiójává nőtte ki magát.
2015. november 13-án 132 halálos áldozatot követelő összehangolt lövöldözések és robbantások helyszíne volt. Mintegy 20 évvel korábban egy másik támadás is történt.

## Közlekedés

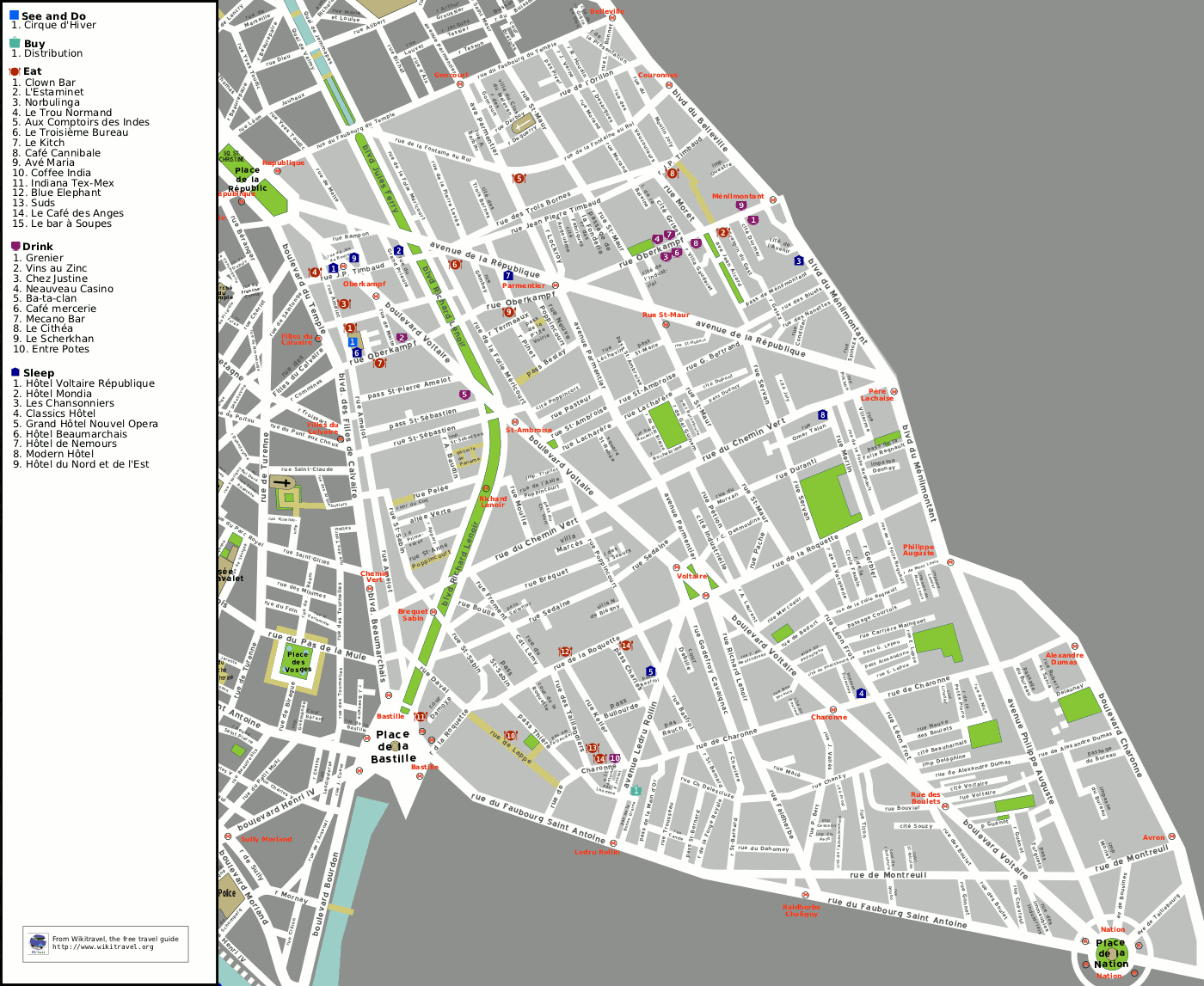
A 11. kerület metró- és RER vonalai

## Népesség
| Lakosok száma | 154 411 | 148 339 | 146 643 | 145 903 | 145 208 | 144 292 | 142 583 | 139 983 |
|               | 2009    | 2016    | 2017    | 2018    | 2019    | 2020    | 2021    | 2022    |

## Fontosabb utcák és terek

### Utcák
| - Rue Abel-Rabaud - Rue Alexandre-Dumas - Rue Amelot - Rue Auguste-Laurent - Rue Basfroi - Boulevard Beaumarchais - Boulevard de Belleville - Cité Bertrand - Passage Beslay - Rue des Bluets - Passage de la Bonne-Graine - Rue des Boulets - Avenue de Bouvines - Rue de Candie - Rue Chanzy - Passage Charles-Dallery - Rue Charles-Delescluze - Boulevard de Charonne - Rue de Charonne - Rue du Chemin-Vert - Rue du Chevet - Rue Chevreul | - Rue de Crussol - Rue Darboy - Rue Daval - Rue Deguerry - Passage Dudouy - Rue Faidherbe - Rue du Faubourg-du-Temple - Rue du Faubourg-Saint-Antoine - Boulevard des Filles-du-Calvaire - Rue de la Folie-Méricourt - Rue de la Folie-Regnault - Rue de la Fontaine-au-Roi - Rue Froment - Rue Godefroy-Cavaignac - Rue Guillaume-Bertrand - Rue des Immeubles-Industriels - Rue Jacquard - Jean-Pierre Timbaud\|Rue Jean-Pierre-Timbaud - Passage Josset - Boulevard Jules-Ferry - Rue Keller | - Rue de Lappe - Rue La Vacquerie - Avenue Ledru-Rollin - Rue Léon-Frot - Passage Lhomme - Louis Bonnet\|Rue Louis-Bonnet - Boulevard de Ménilmontant - Rue Merlin - Rue de Mont-Louis - Rue de Montreuil - Rue Morand - Rue Moret - Rue de Nemours - Rue Neuve-Popincourt - Rue Oberkampf - Rue Omer-Talon - Rue de l'Orillon - Avenue Parmentier - Rue du Pasteur-Wagner - Rue Paul-Bert - Avenue Philippe-Auguste | - Rue de la Pierre-Levée - Rue Popincourt - Rue Rampon - Avenue de la République - Boulevard Richard-Lenoir - Rue de la Roquette - Rue Saint-Ambroise - Passage Saint-Antoine - Rue Saint-Bernard - Rue Saint-Maur - Rue Saint-Sabin - Rue Saint-Sébastien - Rue Sedaine - Rue Servan - Boulevard du Temple - Rue Ternaux - Rue des Trois-Bornes - Rue des Trois-Couronnes - Avenue du Trône - Rue Trousseau - Boulevard Voltaire - Rue de Belfort |

### Terek
| - Place du 8 Février 1962 - Place des Antilles - Place de la Bastille - Place Léon-Blum - Place de la Nation - Place Pasdeloup - Place de la République - Square Bréguet-Sabin | - Square Colbert - Square de la Folie-Régnault - Square de la place Pasdeloup - Square de la Roquette - Square Denis-Poulot - Square du Bataclan - Square du docteur Antoine-Béclère - Square Francis-Lemarque | - Square Godefroy-Cavaignac - Square Jean-Aicard - Square Jules-Ferry - Square Louis-Majorelle - Square Maurice-Gardette - Square Mercœur - Square Raoul-Nordling - Square Saint-Ambroise |